# Eriopyga carneigera
Eriopyga carneigera là một loài bướm đêm trong họ Noctuidae.